# Malik Chah Ier
Pour les articles homonymes, voir Malik Chah.
Djalal al-dawla Mu'izz al-din Abu l-fath ou simplement Malik Chah (aussi orthographié Malikshâh) , né le 6 août 1055 et mort en novembre 1092, est un sultan seldjoukide qui règne de 1072 à 1092.

## Biographie
Il accède au trône en 1072 après l'assassinat de son père Alp Arslan, sous la tutelle du vizir Nizam al-Mulk, déjà au service de son père et continuant à gouverner pendant tout son règne.
Malik Chah annexe la Transoxiane et supprime les anciennes principautés vassales de haute Mésopotamie et d'Azerbaïdjan.[réf. nécessaire]
C'est sous son règne que l'empire seldjoukide connaît son apogée puisqu'il règne de la mer Égée au Turkestan. Il ira même jusqu'à symboliquement tremper son sabre dans les eaux de la Méditerranée en 1087. Peu avant sa mort il entre en conflit avec le calife de Bagdad, son gendre Al-Muqtadi, qu'il cherche à faire expulser de la ville.[pourquoi ?]
Il fait travailler le mathématicien, astronome et poète Omar Khayyam, pour qui il édifie un observatoire à Ispahan. Omar Khayyam entreprend également une réforme du calendrier en 1074.[Laquelle ?]

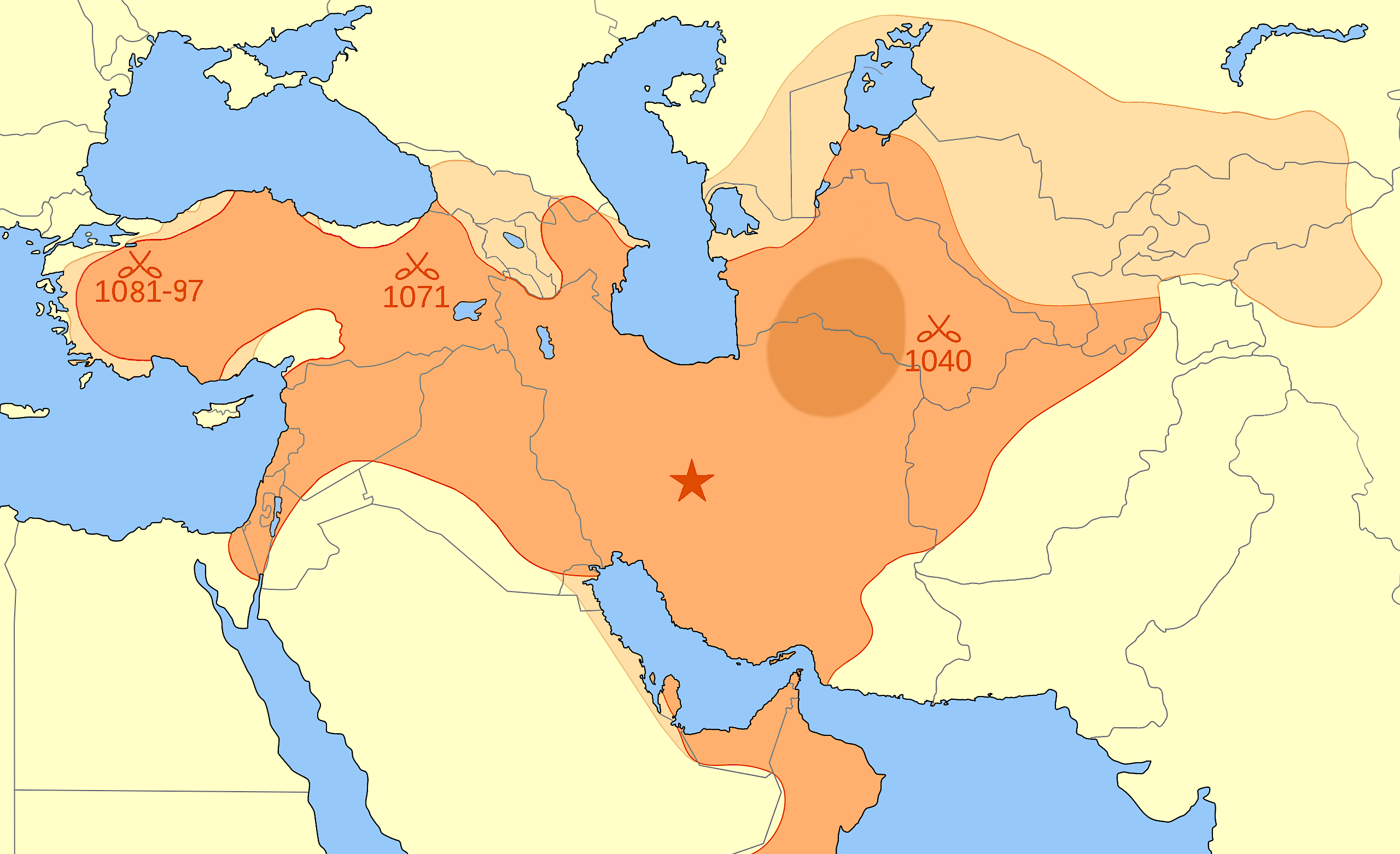
L'empire à la mort de Malik Chah Ier, 1092.

Nizam al-Mulk, son vizir, est assassiné. Quelques semaines plus tard, Malik Shâh meurt de maladie, certainement empoisonné.
Sa mort entraîne une guerre civile et achève de faire éclater l'empire entre ses fils.

### Succession
Malik Chah eut cinq épouses qui lui ont donné quatre fils et deux filles :
- Berk-Yaruq né en 1079/1080. Le vizir Nizam al-Mulk a essayé de persuader Malik Chah de le désigner comme son successeur, mais son épouse Turcan Khatoun l'a convaincu de désigner son propre fils Mahmud. Ce dernier succède à leur père à Ray en 1092, après quoi Berk-Yaruq succède à son jeune frère en 1094 à Ispahan.
- Muhammad Tapar né en 1081/1082. Il combat contre son frère aîné et prend l'Irak en 1100. Il lui succède en 1105 et meurt en 1118.
- Mahmud né le 9 novembre 1086. Sa mère influence Malik Chah qui le désigne comme successeur. À la mort de Malik Chah en 1092, le jeune sultan n'a alors à peine plus de cinq ans. Il meurt en 1094 de la variole. L'aîné, Berk-Yaruq, lui succède.
- Sanjar né en 1084/1085. En 1118, après la mort de son aîné, Muhammad Tapar, et après avoir vaincu son fils Mahmud il est nommé « commandeur des croyants » par le calife Al-Mustarchid. Il règne au Khorassan et en Transoxiane jusqu'au 8 mai 1157[4].